# Katja Wik
Katja Wik, född 30 juli 1987 i Stockholm, är en svensk filmregissör, producent och manusförfattare.

## Biografi
Wik fick sin utbildning vid Akademi Valand i Göteborg där hon har tagit en masterexamen i film. Hon har tidigare arbetat bland annat som rollsättare på produktionsbolaget Plattform och åt Roy Andersson. Sedan 2013 driver hon produktionsbolaget Kjellson & Wik tillsammans med producenten Marie Kjellson. 
Wik debuterade 2012 som filmregissör med kortfilmen Offerrollsretorik, som tävlade om Startsladden på Göteborgs filmfestival där filmen vann publikens pris. I denna film beskrev hon hur man med offerrollens hjälp kan göra sin röst hörd i en relation.
Hennes första långfilm Exfrun hade svensk biopremiär i februari 2017. Genom tre kvinnors historia beskrivs hur maktförhållanden kan se ut i heterosexuella parrelationer. Filmens idé bygger på hennes egna iakttagelser av kvinnliga beteenden i flera generationer och visar på de begränsningar som kvinnor både medvetet och omedvetet skapar sig. 

## Filmografi

### Regissör och manusförfattare
- Offerrollsretorik (2012)
- Exfrun (2017)

### Samproducent
- Offerrollsretorik (2012)
- Exfrun (2017)

### Rollsättare
- De ofrivilliga (2008)
- Play (2011)
- Offerrollsretorik (2012)
- Turist (2014)
- En duva satt på en gren och funderade på tillvaron (2014)